# Notostomus elegans
Notostomus elegans is een garnalensoort uit de familie van de Acanthephyridae. De wetenschappelijke naam van de soort werd in 1881 voor het eerst geldig gepubliceerd door Alphonse Milne-Edwards.